# Trałowce projektu 253Ł
Trałowce projektu 253Ł (ros. 253Л, typu MT lub T-351, w kodzie NATO T-301) – typ radzieckich trałowców redowych z końca II wojny światowej i lat powojennych. Używane także w Polsce, gdzie były znane jako typ Albatros lub typ Kormoran. Trałowce te znane są powszechnie w polskiej literaturze pod błędnym oznaczeniem typu BTSZCZ lub T-301.

## Historia

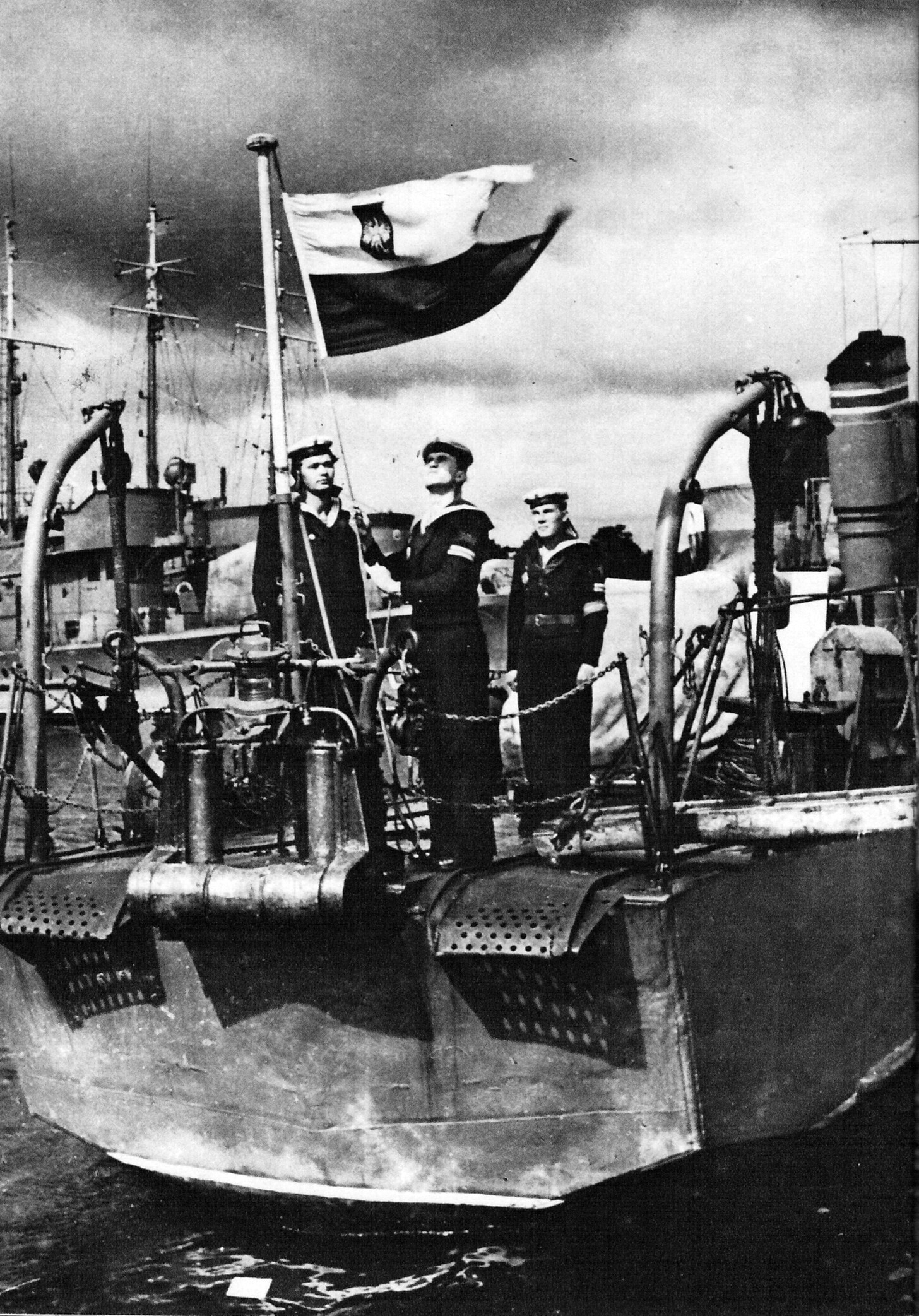
Rufa polskiego trałowca proj. 253Ł

Okręty typu MT (MT-1) zostały zaprojektowane w ZSRR podczas II wojny światowej jako małe trałowce, o niewielkim zanurzeniu, lecz sporych możliwościach bojowych (skrót oznaczał: малый тральщик – małyj tralszczik – mały trałowiec). Plany, początkowo noszące oznaczenie projektu 253, zostały dostarczone do oblężonego przez Niemców Leningradu, gdzie konstrukcję okrętu dopracowano i uproszczono, a następnie wszczęto tam produkcję okrętów pod oznaczeniem projektu 253Ł (Ł, ros. Л od Leningrad). Próby okręty odbywały na Newie. Dla uproszczenia produkcji, burty i dno okrętów składały się z dużych płaszczyzn. Sterówka ich była lekko opancerzona (grubość 8 mm), co zwiększało uniwersalność okrętów i umożliwiało używanie ich do ostrzeliwania celów lądowych. Silniki były pochodzenia amerykańskiego, otrzymywane w ramach układu Lend-Lease, podobnie jak generatory prądotwórcze 15 kW i przeciwlotnicze karabiny maszynowe w drugiej serii MT-2.
W listopadzie 1943 został ukończony i przeszedł próby pierwszy okręt T-351, po czym pod koniec 1943 wszedł do służby. Od 1944 do końca wojny zbudowano 35 okrętów tego typu, które uczestniczyły w końcowych operacjach wojny (Т-351 – 364, T-370 – 382, Т-386 – 389, Т-459 – 460 typu MT-1 i T-390 – 391, Т-459 – 460 typu MT-2). Po oswobodzeniu Leningradu, w 1944 projekt zmodyfikowano, tworząc projekt 253Ł drugiej serii (MT-2). Trzeci silnik umieszczono w nich w osobnym przedziale, co nieco zwiększyło żywotność okrętów, ponadto dodano trzeci agregat prądotwórczy, co umożliwiało wykorzystanie trału elektromagnetycznego przez pojedyncze okręty, a nie w parach. Na skutek zmian, wzrosła nieco wyporność. Kolejne 57 okrętów ukończono po wojnie – razem powstały 92 okręty projektu 253Ł w czterech leningradzkich stoczniach (nr 189 – Bałtijskij Zawod im. Ordżonikidze, 190 – Północna im. Żdanowa, 363 – Ust-Iżorskaja i 370 – Pietrozawod), z tego większość: 58 należało do typu MT-2.
W służbie radzieckiej nosiły one numery: Т-222 – 228, T-231 – 249, Т-351 – 391, Т-434 – 435, Т-439 – 441, Т-459 – 470, T-472 – 479. Z tego, do typu MT-1 należały T-351 – 364 i T-370 – 389. Typ ten określany był potocznie w ZSRR także jako "stotonnik" – stutonowiec, z uwagi na wyporność. Ulepszoną wersją były trałowce projektu 255K budowane w latach 1947-52 w Rybińsku, z radzieckimi silnikami ZD-12 i zmodyfikowanym wyposażeniem.
Straty wojenne obejmowały: T-353 (8. 09. 1944), T-377 (15. 12. 1944), T-379 (23. 10. 1944), T-387 (zatopiony 28. 11. 1944 przez U-481). Wkrótce po zakończeniu działań zatonęły na minach T-355 (20. 8. 1945) i T-357 (12. 6. 1945).
Po wycofaniu ze służby, część trałowców została przekazana do szkolenia organizacji DOSAAF. Jeden z trałowców projektu 253Ł T-390 posłużył w programie testowym radzieckiej broni atomowej – 21 września 1955 miał miejsce pierwszy próbny wybuch spuszczonej z niego do wody torpedy T-5 z ładunkiem RDS-9 o mocy 20 Kt na poligonie na Nowej Ziemi (trałowiec został zniszczony).

## Służba w Polsce

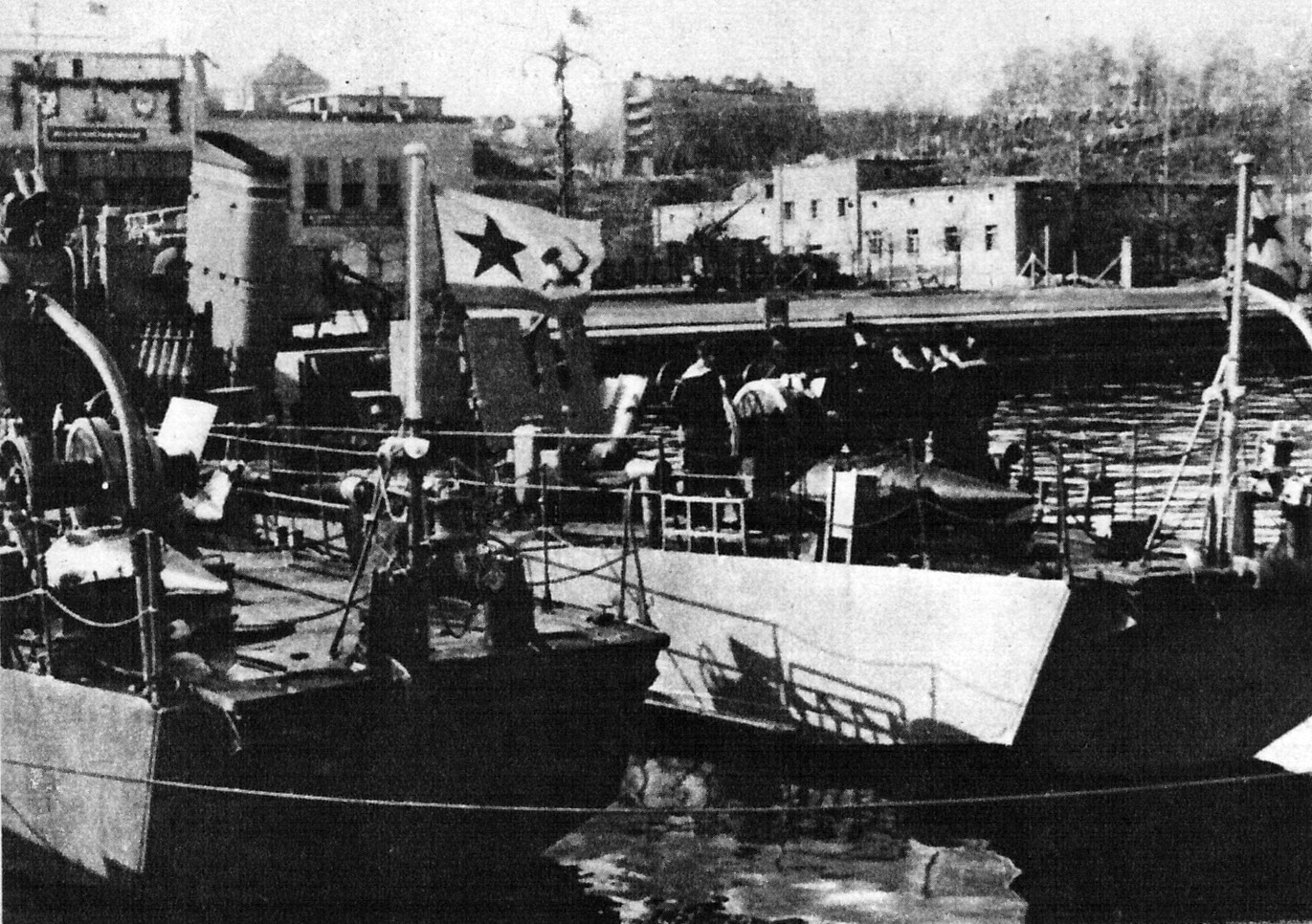
Przejęcie przez Polskę trałowców proj. 253Ł, kwiecień 1946 r.

9 trałowców typu MT-2 Polska otrzymała od ZSRR w zamian za część polskiego udziału w podziale floty niemieckiej. Przybyły one do Gdyni 31 marca 1946, a polską banderę podniesiono na nich 5 kwietnia 1946.
Nosiły one numery radzieckie: T-225, -228, -231, -241, -243, -244, -246, -465 i -467 i były zbudowane w 1945 roku. Powszechnie były nazywane w Polsce potocznie "kaczorkami" (w odróżnieniu od "ptaszków"). Używane były intensywnie do oczyszczania polskich wód terytorialnych z pozostających po wojnie min. Okręty te wycofano z polskiej służby w latach 1958–1959.
Dwie z polskich jednostek po skreśleniu z listy floty zostały przebudowane i ustawione na brzegu jako poligon chemiczny w Ustce (ORP "Jastrząb") oraz poligon przeciwpożarowy w Gdyni (ORP "Jaskółka"). Po rozbrojeniu, "Krogulec" w 1958 i "Kormoran", "Kania" i "Orlik" w 1959 zostały przekazane Centralnemu Ośrodkowi Szkolenia Morskiego Ligi Przyjaciół Żołnierza w Jastarni, gdzie otrzymały nazwy: "Mars", "Jowisz", "Jupiter" i "Orion", natomiast "Albatros", "Czapla" i "Kondor" zostały przekazane w 1958 do Żeglugi Mazurskiej.

### Przydział początkowy w Polsce
Flotylla Trałowców Marynarki Wojennej w Gdyni

(w nawiasach – polskie znaki taktyczne, następnie zamienione numerami burtowymi):
- 2. dywizjon – OORP "Kondor" (KD, T-12), "Krogulec" (KG, T-13), "Kormoran" (KR, KM, T-24) i "Kania" (KN, T-25)
- 3. dywizjon – OORP "Albatros" (AL, AB, T-21), "Czapla" (CP, CL, T-11), "Jaskółka" (JK, T-14), "Jastrząb" (JS, JT, T-23), "Orlik" (OL, OK, T-22)
- uwaga: 1. dywizjon tworzyły 4 przedwojenne trałowce typu Jaskółka (OORP "Czajka", "Rybitwa", "Mewa", "Żuraw")

## Uzbrojenie
- 2 półautomatyczne działa 45 mm 21-KM (2xI)
- 2 wkm przeciwlotnicze DSzK kalibru 12,7 mm (2xII) (MT-1)[3] albo
- 4 wkm przeciwlotnicze Colt-Browning kalibru 12,7 mm na podwójnych podstawach (2xII) (MT-2)
- 12 min morskich kontaktowych typu KB (możliwość)[1][2]
- 12 bomb głębinowych MGB (możliwość)[2]

## Wyposażenie
- trał kontaktowy Szulca OTSz-1[2]
- trał akustyczny BAT-2
- trał elektromagnetyczny PEMT-4[2] (inne dane: PEMT-2)
- trał parawan
- stacja hydrolokacyjna Tamir-10[2]

## Plany i modele
- ORP Kormoran: Mały Modelarz nr 3/1983